# Stade Ibn-Batouta
 (octobre 2023).
Si vous disposez d'ouvrages ou d'articles de référence ou si vous connaissez des sites web de qualité traitant du thème abordé ici, merci de compléter l'article en donnant les références utiles à sa vérifiabilité et en les liant à la section « Notes et références ».
Le stade Ibn-Batouta (en arabe : ملعب ابن بطوطة) est un stade de football et d'athlétisme situé au sud-ouest de la ville de Tanger, au nord du Maroc.

## Présentation
Il porte le nom d'Ibn Battouta, un célèbre voyageur du XIVe siècle; le stade a coûté 844 millions de dirhams, soit 80 millions d'euros. Le stade est loué par le club IR Tanger et soutenu par l’État.
Le stade Ibn Batouta offre une capacité de 68 000 places assises (dont 7 150 places pour la presse et 500 places VIP) après l'extension au niveau des deux tribunes nord et sud.
Localisé à 10 km du centre-ville, le stade est desservi par l'aéroport de Tanger (à 4 km) et la gare de Tanger-Ville (à 10 km). L'accès est assuré par 17 portes et une entrée principale. Le stade renferme un centre média de 600 m2, une infirmerie et un parking pouvant accueillir 7 500 voitures. C'est l'un des plus grands stades du Maroc.

### Ouverture
Le stade de Tanger a été inauguré le 26 avril 2011, lors d'un tournoi qui a vu la participation de trois équipes : de l'Atlético de Madrid.

## Événements
- Matchs d'ouverture 
  -  Atlético Madrid B 1 - 1  IR Tanger, le 26 avril 2011
  -  Atlético Madrid 3 - 1  Raja Club Athletic, le 26 avril 2011

- Trophée des champions 2011
  -  LOSC Lille Métropole 4 - 5  Olympique de Marseille, le 27 juillet 2011

- Championnat d'Afrique des moins de 23 ans 2011
  - Groupe A de la CAN des moins de 23 ans 2011

- Qualifications pour le Championnat d'Afrique des nations de football 2014
  -  Maroc 0 - 0  Tunisie, le 13 juillet 2013

- Trophée des champions 2017
  -  Paris Saint-Germain 2 - 1  AS Monaco FC, le 29 juillet 2017

- Supercoupe d'Espagne 2018
  -  Séville FC 1 - 2  FC Barcelone, le 12 août 2018

- Coupe du monde des clubs de la FIFA 2022
  - Premier tour:  Al Ahly 3 - 0  Auckland City FC, le 1er février 2023
  - Deuxième tour:  Seattle Sounders FC 0 - 1  Al Ahly, le 4 février 2023
  - Demi-finale:  CR Flamengo 2 - 3   Al Hilal SFC, le 7 février 2023
  - Match pour la 3e place:  Al Ahly 2 - 4  CR Flamengo, le 11 février 2023

- Matchs amicaux internationaux
  -  IR Tanger 1 - 1  Atlético Madrid , le 26 avril 2011
  -  Raja Club Athletic 0 - 8  FC Barcelone, le 27 juillet 2012
  -  Maroc 1 - 2  Burkina Faso, le 14 août 2013
  -  Maroc 1998 0 - 1  Légendes du Real Madrid, le 4 octobre 2013
  -  IR Tanger 2 - 1  FC Granada, le 4 août 2015
  -  Maroc 2 - 0  Congo, le 28 mai 2016
  -  Maroc 0 - 1  Argentine, le 26 mars 2019
  -  Raja Club Athletic 0 - 0  Deportivo Leganés, le 23 juillet 2019
  -  Maroc 2 - 1  Brésil, le 25 mars 2023

## Galerie

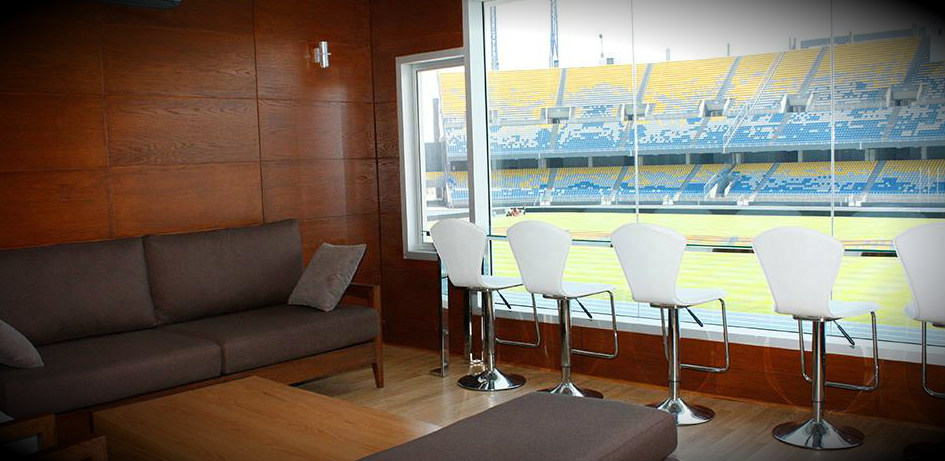
Loge VIP du stade Ibn Batouta de Tanger